# The Pied Piper of Hamelin
Le Joueur de flûte de Hamelin
The Pied Piper of Hamelin est un poème de Robert Browning paru en 1842 dans le recueil Dramatic Lyrics, puis réédité seul en 1888 avec des illustrations de Kate Greenaway.
Il s'agit d'une relecture de la légende du joueur de flûte de Hamelin.